# Алюмка
 Алю́мка  — один из островов, принадлежащих Российской Федерации в Тихом океане, расположенный в вершине Анадырского лимана Берингова моря. Относится к территории Анадырского района Чукотского автономного округа.
Находится всего в 1,28 км от берега (Десятый причал посёлка Угольные Копи) и в 5,85 км от города Анадырь близ фарватерного хода. Длина острова составляет 370 м, ширина — 80 м. Представляет собой скалу, возвышающуюся над морем, и является останцем всхолмленной равнины, как бы оторвавшейся от длинной галечной косы Жиловая Кошка. Остров хорошо виден издали и является ориентиром для судов, здесь установлен навигационный маяк.

## В чукотском фольклоре
Название в переводе с чукот. Ръэлюмкын (керек. Йалумкын) — «спутавшиеся куски».
Согласно местным преданиям, когда-то кочевые чукчи после удачного набега на керекские стойбища уходили с большим стадом и добычей в верховья реки Анадырь, однако чтобы уйти от преследователей грабители были вынуждены отрезать и бросить спутавшиеся оленьи упряжки арьергарда каравана, которая и образовала небольшой островок в море.

## Орнитофауна
На скалистых берегах острова существуют колонии морских птиц общей численностью в несколько сотен пар, в колониях гнездятся — берингов баклан, бургомистр, серебристая чайка, моевка, кайры, ипатка и топорок.